# 厄神車站
厄神車站（日语：／ Yakujin eki */?）是一位於日本兵庫縣加古川市上莊町國包，由西日本旅客鐵道（JR西日本）所經營的鐵路車站。厄神車站原本是JR西日本所屬的地方交通線加古川線，與地方第三部門鐵路業者三木鐵道所屬的三木線之分歧車站，但2008年4月1日三木線正式廢線，三木鐵道解散，厄神車站也因此失去了轉運車站的功能。
除了一般的客運業務外，厄神車站的站區內也設有隸屬於JR西日本的車輛調度場（車輛基地）——網干總合車務所加古川派出所。

## 車站結構
對向式月台2面2線可交會車站。

### 月台配置
| 月台 | 路線     | 方向 | 目的地           |
| ---- | -------- | ---- | ---------------- |
| 1    | 加古川線 | 下行 | 粟生、西脇市方向 |
| 2    | 加古川線 | 上行 | 加古川方向       |

## 使用情況
根據「兵庫縣統計書」，2018年（平成30年）度的1日平均上車人次為854人。有較多人使用來往三木市的三木鐵道代替巴士，並在此站轉乘。
近年1日平均上車人次如下表。
| 年度   | 1日平均 上車人次 |
| ------ | ---------------- |
| 2000年 | 1,071            |
| 2001年 | 1,104            |
| 2002年 | 1,112            |
| 2003年 | 1,132            |
| 2004年 | 1,137            |
| 2005年 | 1,206            |
| 2006年 | 1,205            |
| 2007年 | 1,175            |
| 2008年 | 1,110            |
| 2009年 | 1,001            |
| 2010年 | 966              |
| 2011年 | 915              |
| 2012年 | 916              |
| 2013年 | 957              |
| 2014年 | 914              |
| 2015年 | 913              |
| 2016年 | 897              |
| 2017年 | 895              |
| 2018年 | 854              |

## 相鄰車站
西日本旅客鐵道
 加古川線
神野－厄神－市場
與西脇市方向的相鄰車站「市場站」相距4.1公里，是加古川線最長站距。

### 曾經存在的路線
三木鐵道
三木線
厄神－國包

## 外部連結
- 厄神｜車站資訊：JR出門網 - 西日本旅客鐵道